# SN 2006mb
SN 2006mb – supernowa typu Ia odkryta 13 października 2006 roku w galaktyce A023054-0857. Jej maksymalna jasność wynosiła 21,57m.